# Szikszay Etus
Szikszay Etus a Szomszédok sorozat szereplője, megszemélyesítője Csűrös Karola, 1987-től 1999-ig volt a sorozat főszereplője.

## Szerepe
Szikszay Etus Júlia édesanyja, valamint Ádámot is ő neveli fel. Etus ritkán szól bele Mágenheimék családi vitáiba, de rendszeresen kioktat mindenkit. Férje halála óta egyedül él, bár több kérője is volt, leginkább Virágh doktor, aki többször is sikertelenül kérte meg a kezét. Etus mindenben segíti a családot, a sorozatban többször autót is vett nekik.
Foglalkozása keramikus, számos kerámiát értékesített, több cserépkályhát is gyártott, legtöbbször gazdag vevők számára.
A sorozat végén Etust meglövik.
Az író, Horváth Ádám a szereplőt édesanyjáról, Sárközi Mártáról mintázta.